# Tournoi de tennis de Hilton Head
Le tournoi de Hilton Head (Caroline du Sud, États-Unis) est un tournoi de tennis féminin du circuit professionnel WTA et masculin du circuit professionnel ATP.
L'épreuve féminine a été organisée chaque année de 1973 à 1977.
Les trois premières années, le tournoi présentait uniquement un tableau de simple.
L'épreuve masculine a été organisée en 1982 et 1983.

## Palmarès dames

### Simple
| No | Date       | Nom et lieu du tournoi                         | Catégorie | Dotation | Surface      | Vainqueure           | Finaliste        | Score         |         |
| -- | ---------- | ---------------------------------------------- | --------- | -------- | ------------ | -------------------- | ---------------- | ------------- | ------- |
| 1  | 09-09-1973 | World Invitational Tennis Classic, Hilton Head |           | NC       | Dur (ext.)   | Margaret Smith Court | Chris Evert      | 6-4, 6-7, 6-2 | Tableau |
| 2  | 30-10-1974 | World Invitational Tennis Classic, Hilton Head |           | 40 000 $ | Dur (ext.)   | Chris Evert          | Virginia Wade    | 6-1, 6-3      | Tableau |
| 3  | 20-10-1975 | World Invitational Tennis Classic, Hilton Head |           | 67 500 $ | Terre (ext.) | Chris Evert          | Evonne Goolagong | 6-1, 6-1      | Tableau |
| 4  | 12-10-1976 | World Invitational Tennis Classic, Hilton Head |           | NC       | Terre (ext.) | Evonne Goolagong     | Virginia Wade    | 6-3, 6-4      | Tableau |
| 5  | 29-09-1977 | World Invitational Tennis Classic, Hilton Head |           | NC       | Terre (ext.) | Virginia Wade        | Evonne Goolagong | 6-4, 6-7, 6-3 | Tableau |

### Double
| No | Date       | Nom et lieu du tournoi                        | Catégorie | Dotation | Surface      | Vainqueures                           | Finalistes                        | Score         |         |
| -- | ---------- | --------------------------------------------- | --------- | -------- | ------------ | ------------------------------------- | --------------------------------- | ------------- | ------- |
| 1  | 09-09-1973 | World Invitational Tennis Classic Hilton Head |           | NC       | Dur (ext.)   | Margaret Smith Court Evonne Goolagong | Chris Evert Billie Jean King      | 3-6, 6-3, 6-4 | Tableau |
| 2  | 30-10-1974 | World Invitational Tennis Classic Hilton Head |           | 40 000 $ | Dur (ext.)   | Evonne Goolagong Virginia Wade        | Chris Evert Billie Jean King      | 3-6, 6-4, 6-3 | Tableau |
| 3  | 20-10-1975 | World Invitational Tennis Classic Hilton Head |           | 67 500 $ | Terre (ext.) | Rosie Casals Chris Evert              | Evonne Goolagong Virginia Wade    | 7-5, 6-1      | Tableau |
| 4  | 12-10-1976 | World Invitational Tennis Classic Hilton Head |           | NC       | Terre (ext.) | Sue Barker Evonne Goolagong           | Martina Navrátilová Virginia Wade | 6-4, 4-6, 6-3 | Tableau |
| 5  | 29-09-1977 | World Invitational Tennis Classic Hilton Head |           | NC       | Terre (ext.) | Evonne Goolagong Kerry Reid           | Dianne Fromholtz Virginia Wade    | 5-7, 6-1, 6-4 | Tableau |

## Palmarès messieurs

### Simple
| No | Date       | Nom et lieu du tournoi       | Catégorie | Dotation  | Surface      | Vainqueur    | Finaliste       | Score         |  |
| -- | ---------- | ---------------------------- | --------- | --------- | ------------ | ------------ | --------------- | ------------- |  |
| 1  | 26-04-1982 | Hilton Head WCT, Hilton Head |           | 300 000 $ | Terre (ext.) | Van Winitsky | Chris Lewis     | 6-4, 6-4      |  |
| 2  | 11-04-1983 | Hilton Head WCT, Hilton Head |           | 250 000 $ | Terre (ext.) | Ivan Lendl   | Guillermo Vilas | 6-2, 6-1, 6-0 |  |

### Double
| No | Date       | Nom et lieu du tournoi       | Catégorie | Dotation  | Surface      | Vainqueurs                 | Finalistes                | Score    |  |
| -- | ---------- | ---------------------------- | --------- | --------- | ------------ | -------------------------- | ------------------------- | -------- |  |
| 1  | 26-04-1982 | Hilton Head WCT, Hilton Head |           | 300 000 $ | Terre (ext.) | Mark Edmondson Rod Frawley | Van Winitsky Alan Waldman | 6-1, 7-5 |  |

## Palmarès mixte
| No | Date       | Nom et lieu du tournoi                        | Catégorie | Dotation | Surface      | Vainqueures                      | Finalistes                 | Score         |         |
| -- | ---------- | --------------------------------------------- | --------- | -------- | ------------ | -------------------------------- | -------------------------- | ------------- | ------- |
| 1  | 30-10-1974 | World Invitational Tennis Classic Hilton Head |           | 40 000 $ | Dur (ext.)   | Billie Jean King Stan Smith      | Evonne Goolagong Rod Laver | 3-6, 7-5, 6-3 | Tableau |
| 2  | 20-10-1975 | World Invitational Tennis Classic Hilton Head |           | 67 500 $ | Terre (ext.) | Evonne Goolagong Rod Laver       | Rosie Casals Ilie Năstase  | 6-3, 6-3      | Tableau |
| 3  | 12-10-1976 | World Invitational Tennis Classic Hilton Head |           | NC       | Terre (ext.) | Martina Navrátilová Ilie Năstase | Sue Barker Björn Borg      | 6-3, 6-3      | Tableau |
| 4  | 29-09-1977 | World Invitational Tennis Classic Hilton Head |           | NC       | Terre (ext.) | Virginia Wade Vitas Gerulaitis   | Kerry Reid Roscoe Tanner   | 6-7, 6-3, 7-6 | Tableau |